# Onesia riparia
Onesia riparia är en tvåvingeart som först beskrevs av Robineau-desvoidy 1830.  Onesia riparia ingår i släktet Onesia och familjen spyflugor.
Artens utbredningsområde är Frankrike. Inga underarter finns listade i Catalogue of Life.